# Metopostigma
Metopostigma là một chi ruồi trong họ Chloropidae.